# Honorowi obywatele Oświęcimia
Tradycja nadawania tytułu honorowego obywatela miasta w Oświęcimiu, podobnie jak w innych miastach zaboru austriackiego, np. w Krakowie czy Rzeszowie, sięga połowy XIX w.
W celu szczególnego wyróżnienia osób, które zasłużyły się dla miasta, tytuł „honorowego obywatela”, specjalną uchwałą, nadaje Rada Miejska.  Do ksiąg miejskich Oświęcimia, tytuł ten po raz pierwszy został wpisany w połowie XIX w., jako „prawo honorowego mieszczaństwa”. Pierwszym, który otrzymał ten zaszczytny tytuł od władz miasta Oświęcimia, był w październiku 1866 r. ck podpułkownik hr. Aleksander Kalnoky za obronę miasta przed wojskami pruskimi w dniu 27 czerwca 1866 r. Wydarzenie to miało miejsce w czasie trwającej wojny prusko-austriackiej.
Wtedy to, za sprawą Aleksandra Kalnoky’ego, wojska pruskie, które atakowały wówczas ważny punkt strategiczny, jakim był dworzec kolejowy, zostały skutecznie ostrzelane z góry zamkowej i w efekcie, ponosząc znaczne straty, zmuszone do ucieczki.
Od czasu odzyskania niepodległości wyróżnienie nadawane przez Radę Miejską nosi nazwę: "Honorowy Obywatel Miasta Oświęcim"
| Obywatele, którzy otrzymali tytuł „Prawo honorowego mieszczaństwa”               | Obywatele, którzy otrzymali tytuł „Prawo honorowego mieszczaństwa” |
| Imię i nazwisko, tytuł, pełniona funkcja                                         | Data nadania                                                       |
| -------------------------------------------------------------------------------- | ------------------------------------------------------------------ |
| hr. Aleksander Kalnoky – ck podpułkownik ułanów                                  | październik 1866                                                   |
| Wilhelm Eichler – dyrektor Kolei Północnej cesarza Ferdynanda I Habsburga        | 5 lipca 1868                                                       |
| Henryk Thieberg – radny m. Oświęcimia                                            | 22 maja 1870                                                       |
| Agenor Gołuchowski – minister spraw zagranicznych i minister dworu Austro-Węgier | 2 maja 1877                                                        |
| Józef Grychowski – inż. naczelnik Kolei Północnej cesarza Ferdynanda I Habsburga | 2 maja 1877                                                        |
| dr Maciej Kwieciński                                                             | 28 października 1885                                               |
| ks. prałat Andrzej Knycz – oświęcimski proboszcz                                 | 8 listopada 1895                                                   |
| dr Ludwik Gąsiorowski – adwokat krajowy w Oświęcimiu                             | 10 lutego 1904                                                     |
| dr Antoni Ślosarczyk – lekarz, radny m. Oświęcimia                               | 11 stycznia 1911                                                   |

## Honorowy Obywatel Miasta Oświęcim

### Procedura nadawania tytułu
Obecnie nadawanie tytułu "Honorowy Obywatel Miasta Oświęcim" reguluje statut miasta, uchwalony przez Radę Miasta Oświęcim uchwałą Nr  V/52/03 z dnia 26 lutego 2003 r. Tytuł jest wyrazem najwyższego wyróżnienia i uznania rady. Nadawany jest przez radę osobom szczególnie zasłużonym dla miasta Oświęcim, a także wybitnym osobistościom. Tytuł "Honorowy Obywatel Miasta Oświęcim" może być nadany zarówno obywatelom polskim jak i cudzoziemcom. Tej samej osobie może być nadany tylko jeden raz.
Z pisemnym wnioskiem o nadanie tytułu "Honorowy Obywatel Miasta Oświęcim" mogą występować:
- przewodniczący rady,
- komisje rady,
- prezydent.

Wniosek taki powinien zawierać dane o kandydacie oraz określenie zasług uzasadniających jego wyróżnienie. Przewodniczący rady, po pozytywnym zaopiniowaniu przez Kapitułę Nadawania tytułu "Honorowego Obywatela Miasta Oświęcim", kieruje wniosek do prezydenta celem przygotowania stosownego projektu uchwały rady.
Osoba wyróżniona tytułem "Honorowy Obywatel Miasta Oświęcim" 
otrzymuje "Akt nadania tytułu Honorowego Obywatelstwa", w którym:
- oznaczona jest uchwała Rady Miasta,
- stwierdzono fakt nadania tytułu jako wyrazu najwyższego wyróżnienia i uznania,
- określono zasługi uznane przez Radę za podstawę nadania honorowego obywatelstwa.

"Akt nadania" wykonany jest przez artystę plastyka według projektu zatwierdzonego przez kapitułę. Na "Akcie nadania" odciśnięta jest pieczęć urzędowa miasta oraz widnieje podpis przewodniczącego rady.
Wręczenie "Aktu nadania", poprzedzone prezentacją zasług wyróżnionej osoby, odbywa się na uroczystej sesji rady. Wręczenie odnotowane jest w "Księdze Honorowych Obywateli Miasta Oświęcim".

### Przywileje wyróżnionych
Osobom wyróżnionym tytułem "Honorowego Obywatela Miasta Oświęcim" - do korzystania których upoważnia legitymacja wydana przez Urząd Miasta - przysługują  następujące przywileje:
- używanie tytułu "Honorowy Obywatel Miasta Oświęcim",
- uczestniczenie, na prawach honorowego gościa, we wszystkich sesjach Rady Miasta oraz w innych uroczystościach o charakterze miejskim, organizowanych przez władze miasta,
- bezpłatne przejazdy na terenie miasta środkami komunikacji miejskiej,
- bezpłatny wstęp na imprezy okolicznościowe organizowane przez miasto,
- prawo do udziału sztandaru miasta w pogrzebie.

Uchwała nie reguluje, czy tytuł można odebrać, jednak wśród znawców historii i prawa panuje pogląd, że traci ona moc w chwili śmierci utytułowanej osoby. Z tytułem nie wiąże się żadne zobowiązanie finansowe miasta wobec wyróżnionego. Tytuł także nie jest dziedziczny.

## Osoby wyróżnione
| Osoby, które otrzymały tytuł „Honorowy Obywatel Miasta Oświęcim” | Osoby, które otrzymały tytuł „Honorowy Obywatel Miasta Oświęcim” |
| Imię i nazwisko, tytuł, pełniona funkcja | Data nadania                                                     |
| --- | ---------------------------------------------------------------- |
| Roman Mayzel – mgr farmacji, burmistrz i przewodniczący Rady Miejskiej m. Oświęcimia w latach 1909-1935 | 3 września 1924 r.                                               |
| dr Stanisław Łazarski – prezes Bialskiej Rady Powiatowej | 9 grudnia 1925 r.                                                |
| ks. abp Adam Stefan Sapieha – książę, metropolita krakowski | 1929 r.                                                          |
| ks. kanonik Jan Skarbek – oświęcimski proboszcz, radny m. Oświęcimia | 20 czerwca 1934 r.                                               |
| płk. Fiodor Daniłowicz Bolbat – dowódca Perekopskiej Dywizji Artylerii Armii Czerwonej, która wyzwoliła Oświęcim | 21 stycznia 1966 r. do 25 sierpnia 2021 r.                       |
| Jerzy Olszewski – dyrektor naczelny ZChO w latach 1956 – 1964, poseł ziemi oświęcimskiej | 26 maja 1971 r.                                                  |
| gen. bryg. Jerzy Jarosz – dowódca JW Nr 4116 i I Warszawskiej Dywizji Zmechanizowanej im. Tadeusza Kościuszki | 27 września 1982 r.                                              |
| Jan Stanek – radny m. Oświęcimia, autor książki "Z dziejów ziemi oświęcimskiej" | 10 sierpnia 1983 r.                                              |
| Krzysztof Borzędowski – kompozytor, przy Klubie Fabrycznym ZChO prow. zespół ludowy. | 19 sierpnia 1983 r.                                              |
| Georg Festl – obywatel niemiecki, organizator pomocy dla Szpitala Miejskiego w Oświęcimiu | 25 sierpnia 1993 r.                                              |
| ks. bp Kazimierz Górny – były oświęcimski proboszcz parafii, obecnie biskup diecezji rzeszowskiej | 30 października 1995 r.                                          |
| dr inż. Jan Babiarz – dyrektor naczelny ZChO, prezes zarządu i dyrektor generalny ZChO SA w Oświęcimiu | 30 października 1995 r.                                          |
| mgr Elżbieta Skalińska-Dindorf – historyk, kierownik Archiwum Państwowego w Oświęcimiu | 30 października 1995 r.                                          |
| mgr inż. Adam Szeliga – energetyk, generalny projektant energetyki w zakładzie projektowym ZCHO | 29 grudnia 1999 r.                                               |
| Henryk Lehnert – filmowiec amator, podróżnik oraz instruktor filmowy, zdobywca wielu prestiżowych nagród | 27 września 2000 r.                                              |
| August Kowalczyk – aktor filmowy, były więzień obozu KL Auschwitz-Birkenau, | 21 sierpnia 2002 r.                                              |
| prof. Józef Szajna – scenograf, scenarzysta, reż. teatralny, malarz, grafik, b. więzień obozu KL Auschwitz-Birkenau. | 22 lutego 2006 r.                                                |
| Paweł Korzeniowski – wych. Unii Oświęcim, mistrz Polski, Europy i świata w pływaniu, olimpijczyk (Ateny 2004) | 22 lutego 2006 r.                                                |
| Andrzej Chlewicki – wieloletni aktywny działacz "Solidarności", organizator pomocy internowanym i ich rodzinom | 6 grudnia 2006 r.                                                |
| ks. kan. Stanisław Górny – budowniczy kościoła i wieloletni proboszcz parafii św. Maksymiliana w Oświęcimiu | 12 lipca 2007 r. (¹)                                             |
| ks. bp Tadeusz Rakoczy – ordynariusz diecezji bielsko-żywieckiej | 29 sierpnia 2007 r. do 23 czerwca 2021 r.                        |
| Jan Knycz - za aktywną pracę na rzecz miasta Oświęcim na niwie samorządowej każdego szczebla; żywe zainteresowanie jego problemami oraz za wszechstronną działalność na rzecz rozwoju Oświęcimia. | 25 sierpnia 2010 r.                                              |
| Ksiądz Salezjanin dr Robert Bieleń - – w uznaniu pracy duszpasterskiej, podejmowanych działań współpracy w wieloma ludźmi, organizacjami, jednostkami samorządowymi i rządowymi na rzecz mieszkańców miasta Oświęcim i okolic, a w szczególności za aktywność środowiskową wśród dzieci i młodzieży. | 25 sierpnia 2010 r.                                              |
| Rtm. Witold Pilecki – w roku 2010 będącym rokiem Rtm. W. Pileckiego, w uznaniu zasług dla Rzeczypospolitej Polskiej i bezgranicznego oddania sprawom Ojczyzny. | 25 sierpnia 2010 r.                                              |
| Zofia Posmysz - za propagowanie idei Oświęcimia – Miasta Pokoju poprzez działalność na rzecz pojednania narodów oraz wieloletnią współpracę z Międzynarodowym Domem Spotkań Młodzieży w Oświęcimiu.                                                                                                  | 28 sierpnia 2013 r.                                              |
| Joanna Papuzińska-Beksiak – za propagowanie idei Oświęcimia Miasta Pokoju poprzez działalność na rzecz dzieci i młodzieży oraz wieloletnią współpracę z Miejską Biblioteką Publiczną im. Łukasza Górnickiego w Oświęcimiu.                                                                           | 25 czerwca 2014 r.                                               |

Biskup Tadeusz Rakoczy został pozbawiony godności honorowego obywatela miasta Oświęcim po ujawnieniu jego roli w tuszowaniu skandalu pedofilskiego w jego diecezji.
¹ Akt nadania tytułu został wręczony na uroczystości pogrzebowej ks. kan. Stanisława Górnego jego bratu.